# Hans Sama
Steven Liv, alias Hans Sama, né le 2 septembre 1999 à Paris, est un joueur de jeu vidéo professionnel français évoluant sur le MOBA League of Legends depuis 2014.
Il joue au poste de Carry AD pour l'équipe G2 Esports en LEC. 

## Carrière
Il a fait partie des équipes E-Corp Gaming et Millenium. Avec cette dernière, il fut vainqueur de plusieurs tournois en France. Il rejoint Misfits en juin 2016 et parvient à remporter le segment d'été des Challenger Series la même année pour se qualifier en LCS. En 2017, il atteint la 4e place au Spring Split et la seconde place au Summer Split, perdant en finale contre G2 Esports à l'AccorHotels Arena. La même année, il se qualifie avec Misfits Gaming aux Championnats du monde de League of Legends et perd 3-2 en quarts de finale contre l'équipe coréenne SK Telecom T1.
En 2019, il quitte Misfits après trois années pour rejoindre Rogue, une autre équipe du championnat européen,. Il termine avec Rogue à la 5e place du Spring Split 2020 et à la 3e place du Summer Split de la même année. Son classement avec son équipe lui permet de participer aux Championnats du monde de League of Legends de 2020 mais ils n'arriveront pas à sortir des phases de groupes. Avec les Rogue, il finit 2e du Spring Split 2021 des LEC en perdant contre l'équipe des Mad Lions sur un score de 3-2.
Au terme de la saison 2021, conclue par une élimination des Worlds par Cloud9 malgré une performance individuelle particulièrement convaincante, il rejoint l'équipe américaine de Team Liquid, au sein d'une équipe particulièrement compétitive pour la ligue nord-américaine, où il joue notamment avec l'ancien champion du monde CoreJJ. L'équipe ne remportera pas le moindre titre et échouera à se qualifier pour les championnats du monde. Son contrat sera résilié le 17 septembre 2022.
Depuis décembre 2022, Hans Sama s'est engagé avec l'équipe d'origine espagnole G2 Esports. L'équipe a visé le renouveau grâce à Hans qui a joué à sa demande avec Mikyx, de retour dans son écurie d'antan.

## Résultats

### Millenium
- 2e, PGL Legends of the Rift Season 1
- 1er, ASUS Republic of Gamer 2015
- 1er, Millenium Predator Tournament 2015
- 5e - 8e, Underdogs Season 1
- 1er, Challenge France Spring, 2016
- 1er, Lyon e-Sport 9
- 3e - 4e, EU CS Spring, 2016
- 1er, Gamers Assembly 2016
- 1er, ESL Championnat National 2015 Autumn

### Misfits Gaming
- 1er, EUCS Summer Split 2016
- 4e, EU LCS Spring Split 2017
- 2e, EU LCS Summer Split 2017
- 5e - 8e, Worlds 2017
- 7e, EU LCS Spring Split 2018
- 4e, EU LCS Summer Split 2018
- 8e, LEC Spring Split 2019
- 9e, LEC Summer Split 2019

### Rogue
- 5e, LEC Spring Split 2020
- 3e, LEC Summer Split 2020
- 13e - 16e, Worlds 2020
- 2e, LEC Spring Split 2021
- 3e, LEC Summer Split 2021
- 9e - 11e, Worlds 2021

### Team Liquid
- 1er, LCS Lock In 2022 (1er de saison régulière)
- 3e, LCS Spring Split 2022 (1er de saison régulière)
- 4e, LCS Summer Split 2022

### G2 Esports
- 1er, LEC Winter Split 2023 (4e de saison régulière)
- 4e, LEC Spring Split 2023 (3e de saison régulière)
- 1er, LEC Summer Split 2023 (1er de saison régulière)
- 1er, LEC Season Finals 2023
- 9e - 11e, Worlds 2023
- 1er, LEC Winter Split 2024 (1er de saison régulière)
- 1er, LEC Spring Split 2024 (1er de saison régulière)
- 1er, LEC Summer Split 2024 (1er de saison régulière)

## Prix et distinctions
- LCS 1er All-Pro Team - Spring 2022
- LEC 1er All-Pro Team - Winter 2023
- 3 fois LEC 2e All-Pro Team - Summer 2020, Spring 2021, Summer 2021
- 3 fois LEC 3e All-Pro Team - Spring 2017, Spring 2018, Summer 2018